# Trimma haima
Trimma haima är en fiskart som beskrevs av Winterbottom, 1984. Trimma haima ingår i släktet Trimma och familjen smörbultsfiskar. Inga underarter finns listade i Catalogue of Life.